# 파스카 성삼일

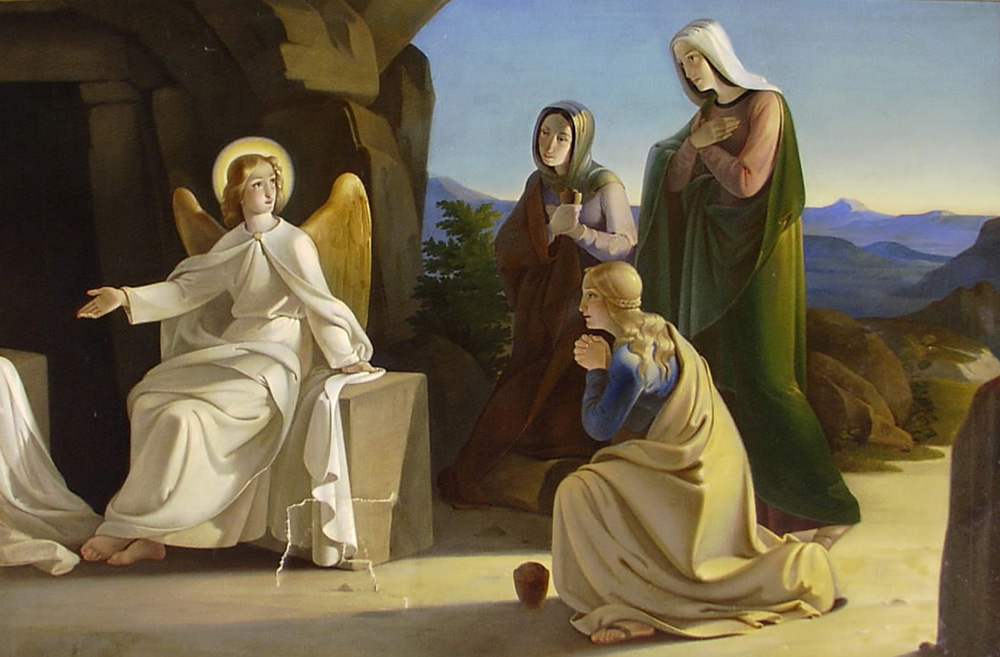
그리스도의 무덤 곁에 세 명의 마리아(L.F. Schnorr von Carolsfeld, 1835년).

파스카 성삼일(Triduum Pasquale)은 주로 로마 가톨릭교회 라틴 전례에서 따르는 전례 주년의 흐름에서 가장 중요한 기독교의 전례 시기이다.
이 때에 예수 그리스도의 파스카 신비의 여러 사건들을 거행한다. 파스카 신비의 사건들은, 성체 성사 곧 성찬례의 제정, 성찬 제사를 거행할 사제직의 제정, 이웃 사랑의 새 계명의 제정, 예수 그리스도의 수난, 죽음, 저승에 내려가심, 그리고 마침내 부활 사건이다.
오늘날 파스카 성삼일에 관련한 전례 규정은 아래와 같다.
“주님 수난과 부활의 파스카 성삼일은 주님 만찬 저녁 미사부터 시작하여 파스카 성야에 절정을 이루며 부활 주일의 저녁 기도로 끝난다.”

## 파스카 성삼일의 배치
파스카 성삼일은 사순 시기와 부활 시기 사이에 있다. 여기에서는 서로 다른 세 가지 전례 시기가 구별된다. 사실 파스카 성삼일은 사순 시기에도 부활 시기에도 속하지 못하고, 파스카 성야에서 주님 부활 대축일 제2저녁기도까지는 파스카 성삼일과 부활 시기에 겹쳐서 속한다. 이러한 이유로 사순 시기와 부활 시기와 구별되는 별도의 이름을 부여 받았다.

## 파스카 성삼일의 구성
전례 규정을 다시 한번 살펴본다면, 파스카 성삼일은“주님 수난과 부활의 파스카 성삼일은 주님 만찬 저녁 미사부터 시작하여 파스카 성야에 절정을 이루며 부활 주일의 저녁 기도로 끝난다.”
전례 규정에 따르면 파스카 성삼일은 삼일에 해당하는 시간 길이를 가지지만, 이 삼일이 일상 생활의 삼일과 정확하게 일치하지 않는다는 것에 주의하여야 한다. 파스카 성삼일의 구성은 아래와 같다.
- 주님 만찬 성목요일 - 성유 축성 미사를 거행했던 성주간 목요일(저녁 기도 시간 전까지)은 파스카 성삼일에서 제외된다.
- 주님 수난 성금요일
- 성토요일
- 파스카 성야와 부활 주일

일상의 시간으로 생각하면 목요일, 금요일, 토요일, 주일 이렇게 4일처럼 여겨지지만, 일몰에서 일몰까지를 하루로 계산하던 유다인들의 시간 개념에 따라 다시 계산하면, 성목요일 저녁 주님 만찬 미사부터 대략 3일에 해당한다.
덧붙여 파스카 성야에서 부활 주일 제2저녁기도까지의 시간은 파스카 성삼일에도 속하고 부활 시기에도 속한다는 것은 파스카 성삼일이 수난의 파스카에서 부활의 파스카로 넘어가는 그리스도의 파스카 신비를 담고 있기 때문이다.

## 같이 보기
- 성주간